# 데릭 젠슨

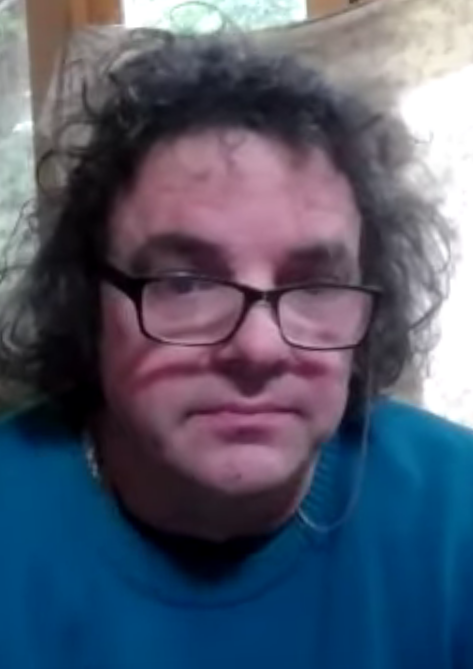
데릭 젠슨 (2020년)

데릭 젠슨(Derrick Jensen, 1960년 12월 19일 ~ )은 미국의 사회 운동가이자 작가이다. 대학시절 높이뛰기 선수로 활동하였으며 최근엔 교도소나 대학에서 글쓰기 수업을 한다. 저서로는 <거짓된 진실>, <약탈자들>, <네멋대로 써라> 등이 있다.